# Ковалёв, Игорь Владимирович
И́горь Влади́мирович Ковалёв (род. 16 марта 1963 года, Красноярск) — российский учёный, доктор технических наук, профессор, почётный работник науки и техники РФ. Ректор Сибирского государственного аэрокосмического университета имени академика М. Ф. Решетнёва ( 2010—2017). Академик РИА, член-корреспондент САН ВШ, член IEEE форума «Образовательные технологии и общество».

## Биография
Родился в Красноярске в 1963 году. В 1978 году окончил музыкальную школу № 7, спустя два года с золотой медалью окончил среднюю школу № 34. В период между окончанием музыкальной школы и средней школы обучался заочно в физико-математической школе при МФТИ.
В 1985 году окончил Красноярский политехнический институт по специальности «Автоматика и телемеханика». До 1988 года, под руководством Б. П. Соустина, проходил обучение в аспирантуре, после чего занялся преподавательской работой. 
В 1993 году стал доцентом кафедры системного анализа и исследования операций (САиИО) КИКТ (СибГАУ), а затем работал профессором этой же кафедры. Уже тогда Игорь Владимирович являлся Главным учёным секретарём СО РИА, основателем и руководителем которого был академик М. Ф. Решетнёв.
С 2007 по 2009 год работал проректором по науке СибГАУ, занимаясь вопросами подготовки кадрового состава, финансирования и организации учебного процесса. В 2009 году прошёл переподготовку по специальности «Менеджмент организации» в ФГОУ ВПО КрасГАУ.
В 2010 году Игорь Ковалёв избран ректором СибГАУ и занимал этот пост до октября 2017 года.
Главный редактор и председатель редакционного совета научного журнала «Сибирский журнал науки и технологий».
Является автором около 250 монографий, научных работ и УМК, автор 40 запатентованных свидетельств на программные разработки.

### Достижения
И. В. Ковалёву присвоено звание Ведущий профессор СибГАУ, его работы зарегистрированы в Роспатенте и Отраслевом фонде алгоритмов и программ (ВНТИЦ). Является академиком Российской инженерной академии (РИА), член-корреспондентом САН ВШ и членом Восточно-европейской подгруппы Международного IEEE форума «Образовательные технологии и общество». а также является стипендиатом программы Президента РФ по поддержке докторов наук, лауреатом грантовой программы ICTP-Trieste (Италия) и многократным лауреатом стипендии Немецкой службы академических обменов (DAAD). В 2011 году избран Президентом краевого Союза научных и инженерных общественных организаций.

## Награды
Имеет государственные награды, награды Федерации космонавтики и НПО ПМ.
- Почётный работник науки и техники Российской Федерации;
- Премия Правительства Российской Федерации имени Ю. А. Гагарина в области космической деятельности (2011) — за создание интегрированной системы формирования, подготовки, закрепления и профессионального роста специалистов и научных кадров для ракетно-космической промышленности.

## Критика
Под данным проекта «Диссеропедия российских журналов» вольного сетевого сообщества «Диссернет» И. В. Ковалёв являлся научным руководителем 9 диссертантов в чьих диссертациях были обнаружены некорректные заимствования.